# 玖珠警察署
玖珠警察署（くすけいさつしょ）は、大分県警察が管轄する警察署の一つである。

## 駐在所
- 北山田警察官駐在所 - 玖珠郡玖珠町大字戸畑2951-3
- 八幡警察官駐在所 - 玖珠郡玖珠町大字太田1538-7
- 野上警察官駐在所 - 玖珠郡九重町大字右田709-6
- 宝泉寺警察官駐在所 - 玖珠郡九重町大字菅原1871-4
- 飯田警察官駐在所 - 玖珠郡九重町大字田野1624-162
- 長者原警察官駐在所 - 玖珠郡九重町大字田野260-1

## アクセス
- JR九州久大本線 豊後森駅から徒歩約20分
- 玖珠観光バス 玖珠警察署前停留所下車